# Mezquita Tekkiye
La Mezquita Tekkiye (en árabe: التكية السليمانية‎, en turco: Tekkiye Camii) está situada en Damasco, Siria, a orillas del río Barada. El complejo se compone de una gran mezquita al sudoeste del patio, flanqueada por una hilera de soportales, y un comedor social al otro lado del patio, al noroeste, rodeado por un hospicio.

## Historia
Fue construida bajo las órdenes de Solimán el Magnífico entre 1554 y 1560, y diseñada por el arquitecto Mimar Sinan. Selim II añadió una madraza independiente (Madraza Al-Salimiyah) al sudoeste del complejo que está conectada a él mediante un zoco. Se construyeron hospicios alrededor de la mezquita para acompañar a los derviches, conocidos por sus cantos y bailes religiosos. Se ha descrito como el "mejor ejemplo de arquitectura otomana en Damasco".

## Arquitectura
La mezquita se compone de un amplio pórtico y una sala de oración de dieciséis metros cuadrados cubierta con una gran cúpula otomana. El pórtico tiene tres cúpulas rodeadas con un techo inclinado de plomo apoyado en doce columnas. Sus columnas de mármol y granito tienen capiteles con forma de diamante y mocárabes. El nicho del portal, en el centro de la fachada del pórtico, está coronado con mocárabes elaborados y enmarcado con una banda de motivos geométricos.

### Interior
En el interior, la cúpula tiene un anillo de aperturas en la base alargada y está cubierta con plomo en el exterior. Se apoya en cuatro arcos que se extienden desde las gruesas paredes. La zona de transición de la cúpula a la pared se forma mediante el uso de triángulos circulares de piedra sin mocárabes. El mihrab se sitúa debajo de una serie de mocárabes y está definido por mosaicos de mármol, mientras que el minbar es de mármol blanco. En las cuatro paredes hay ventanas de yeso con piezas de cristal de colores, que se abren hacia los jardines. Los muros exteriores de la mezquita están hechos de piedras blancas y negras alternas. También se usó mármol de colores en la fachada del pórtico.

### Minaretes
Dos altos minaretes cilíndricos se elevan sobre las esquinas este y oeste del pórtico de la mezquita. Están hechos de piedra blanca y coronados con techos cónicos. Los dos minaretes tienen un balcón sostenido por mocárabes de piedra para que el muecín llame a la oración.

### El complejo

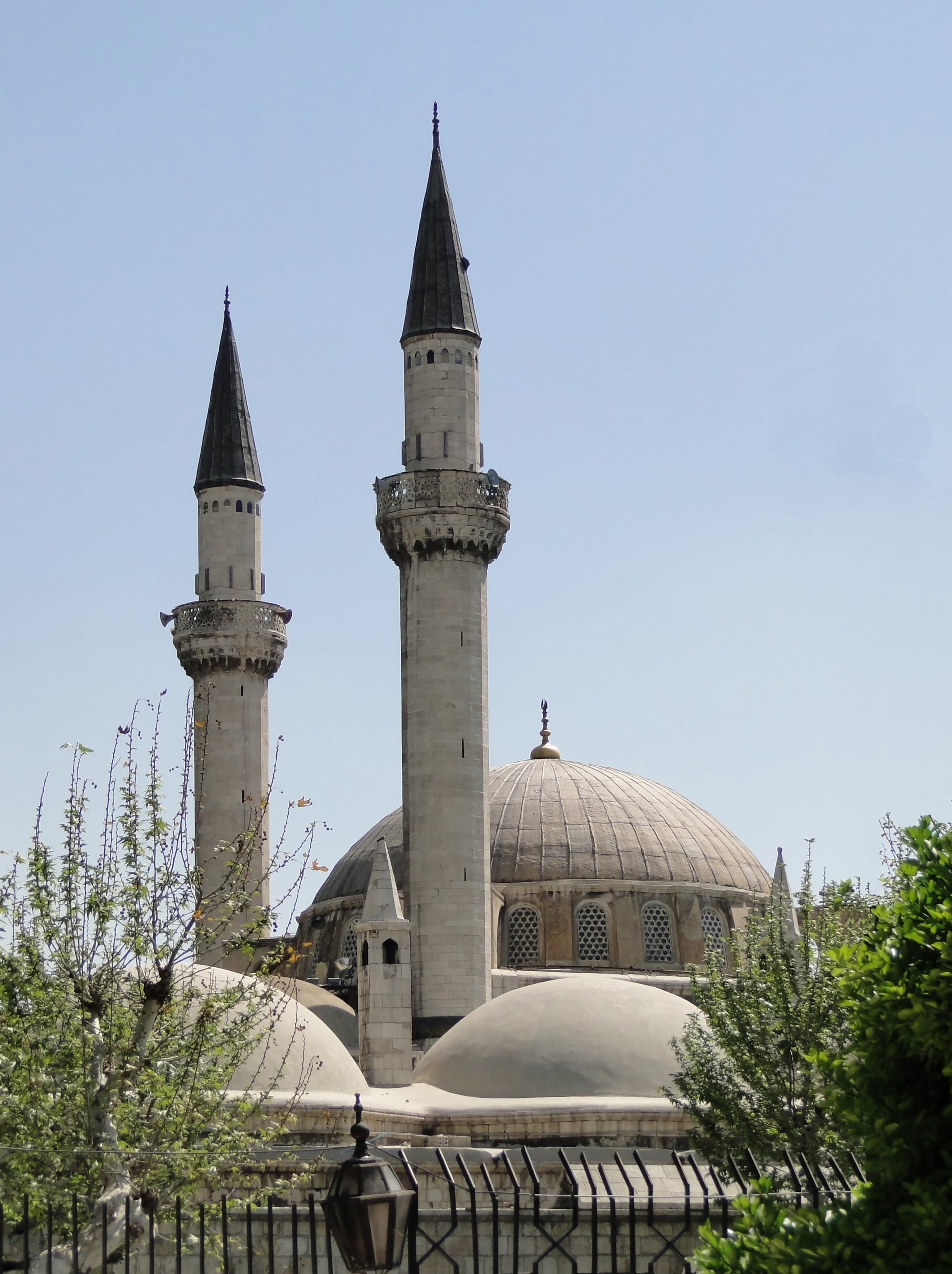
Los minaretes de la Mezquita Tekkiye

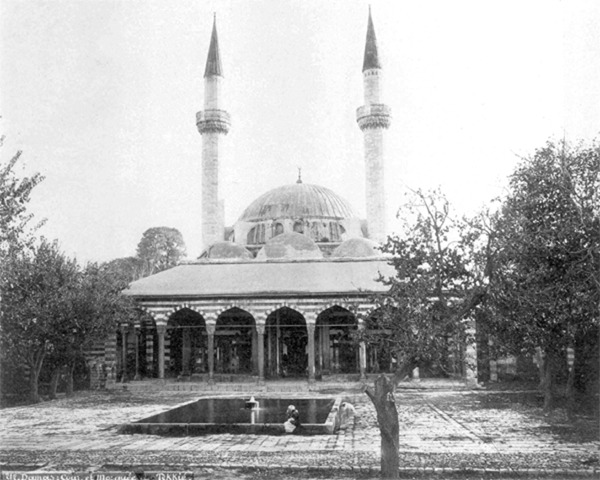
La Mezquita Tekkiye en 1870

A cada lado de la mezquita hay hileras de seis soportales, equipadas con chimeneas y cubiertas con cúpulas más altas que las del pórtico de la mezquita. Al otro lado del patio, el comedor social también se compone de seis soportales iguales, que se ensanchan en una habitación en el centro con dos naves abovedadas. Frante al patio tiene un pórtico de doce pequeñas cúpulas. Situados longitudinalmente a cada lado del comedor social hay hospicios idénticos, que se componen de catorce cúpulas dispuestas en dos hileras. Los hospicios y el comedor social comparten un patio privado detrás del coemdor, al que se accede mediante dos puertas desde el patio principal.
Los edificios del patio fueron construidos originalmente para albergar a los derviches, una secta espiritual de musulmanes famosa por su danza vertiginosa en estado de trance. Se usó posteriormente como un Khan para alojar a los peregrinos que iban hacia la ciudad sagrada de La Meca.
En el lado este de la mezquita hay una escuela del Corán construida en el siglo XVI, llamada Madraza Selimiye. La sala de oraación de la escuela todavía se utiliza para enseñar el Corán. Los edificios que rodean la escuela albergan actualmente todos los tipos de artesanos, vidrieros, cobre, plata y textiles. El complejo también contiene un museo militar, en el que se exponen antiguas armas y herramientas de combate, gran parte de las cuales se usaron en las Cruzadas. El último sultán otomano, Mehmed VI, está enterrado en el cementerio al lado de la mezquita.
Todo el complejo fue restaurado en 1968 por la Dirección General de Antigüedades.